# Laurie Lea Schaefer
Laurie Lea Schaefer, née le 21 mai 1949 à Bexley dans l'Ohio aux États-Unis, est couronnée Miss Bexley en 1971, puis Miss Ohio (en) 1971 et enfin Miss America 1972.

## Source de la traduction
- (en) Cet article est partiellement ou en totalité issu de l’article de Wikipédia en anglais intitulé « Laurie Lea Schaefer » (voir la liste des auteurs).